# Toyota Women's Classic 1978
Toyota Women's Classic 1978 — жіночий тенісний турнір, що проходив на відкритих трав'яних кортах стадіону Вайт Сіті в Сіднеї (Австралія). Належав до турнірів категорії AA в рамках Colgate Series 1979. Відбувсь ушістнадцяте і тривав з 4 грудня до 10 грудня 1978 року. П'ята сіяна Діанне Фромгольтц здобула титул в одиночному розряді й заробила 15 тис. доларів.

## Фінальна частина

### Одиночний розряд
Діанне Фромгольтц —  Керрі Рід 6–1, 1–6, 6–4
- Для Фромгольтц це був 1-й титул за рік і 13-й — за кар'єру.

### Парний розряд
Керрі Рід /  Венді Тернбулл —  Джуді Шалоне /  Енн Гоббс 6–2, 4–6, 6–2

## Розподіл призових грошей
| Дисципліна       | П       | F      | ПФ     | ЧФ     | 1/8    | 1/16 | 1/32 |
| Одиночний розряд | $15,000 | $7,400 | $3,600 | $1,800 | $1,000 | $550 | $225 |

## Нотатки
1. ↑  Турніри з призовими для жінок принаймні 75 тис. доларів.[1]